# Penicillium coprophilum
Penicillium coprophilum är en svampart. Penicillium coprophilum ingår i släktet Penicillium och familjen Trichocomaceae.  Utöver nominatformen finns också underarten coprophilum.